# Лёвенхельм, Карл Аксель
Граф Карл Аксель Лёвенхельм (швед. Carl Axel Löwenhielm; 3 ноября 1772, Стокгольм — 9 июня 1861, там же) — шведский государственный и военный деятель, дипломат. Был участником переговоров на Венском конгрессе.

## Происхождение
Родился от внебрачных отношений короля Карла XIII с Августой фон Ферзен, которая была замужем за придворным канцлером Фредриком Адольфом Лёвенхельмом. Таким образом, Карл Аксель был сводным братом генерал-лейтенанта Густава Лёвенхельма.

## Карьера

### Военная
Принимал участие в войнах в Финляндии 1788—1790 годов, в Померании в 1807 году, на границе с Норвегией и на Аландских островах в 1809 году. Уже в 1808 году он получил звание подполковника Кронобергского полка, в 1811 году принял командование Вестергётландским полком, в 1812 году стал генерал-адъютантом, а в 1814 году — генерал-майором. В чине генерал-лейтенанта (1815) командовал 8-й пехотной бригадой, а в 1816 году стал старшим камер-юнкером при королевском дворе.

### Дипломатическая
В это же время началась его дипломатическая деятельность сначала в качестве атташе в Константинополе, затем посланника в Санкт-Петербурге. В России 5 апреля 1812 года ему удалось заключить союзный договор, посредством которого Швеция заручилась помощью России в приобретении Норвегии. Затем принял участие в Шатийонском (1814) и Венском (1814—1815) конгрессах как представитель Швеции.
После восшествия на престол короля Карла XIV Юхана из дома Бернадотов в 1818 году стал председателем военного кабинета в 1819 году.

### Общегражданская
С 1822 по 1839 год был членом кабинета министров, пока ему не пришлось уйти в отставку по старости и болезни. С 1825 по 1826 год занимал пост председателя Совета тюрем и трудовых учреждений, а с 1838 года до своей смерти был председателем Государственной статистической комиссии.

## Похороны
Погребение состоялось на кладбище Клара в Стокгольме. Король Карл XV и его братья последовали за его гробом 12 июня 1861 года.